# 3モードフロッピーディスクドライブ

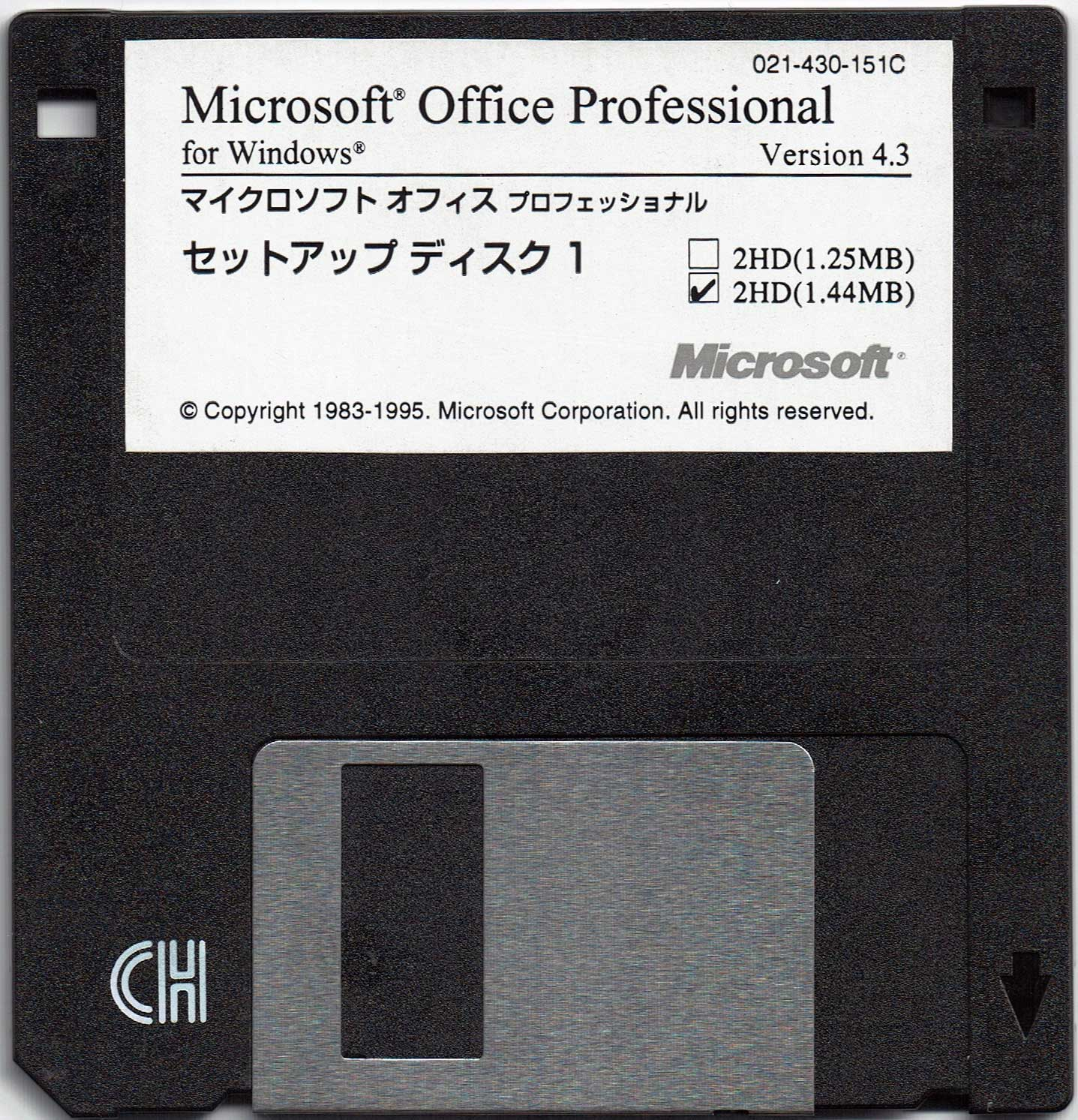
2種類のフロッピーディスクフォーマットで供給されたMicrosoft Office 4.3 日本語版のセットアップディスク

3モードフロッピーディスクドライブとは、通常、3種類のフォーマットにアクセスできるフロッピーディスクドライブのことである。
世界的には3.5インチで、2DD(720KB)、2HD(1.44MB)、2ED(2.88MB)の3つのフォーマットにアクセスできるものが一般的であるが、日本では同じ3.5インチで、2DD(720KB)、2HD(1.23MB)、2HD(1.44MB)の3つのフォーマットにアクセスできるものを指す。

## 概要
日本における「3モードフロッピーディスクドライブ」とは通常、720KB(2DD)と1.23MB(2HD)、1.44MB(2HD)の3つのディスクへのアクセスモードを持つ、3.5インチのフロッピーディスクドライブのことである。この内、1.44MBフォーマットは、IBM PS/2および以後のPC/AT互換機で主流となった、2HDフロッピーディスクのフォーマット方式である。また、1.23MBフォーマットは、日本のコンピュータメーカーがPC-9800シリーズ（NEC）、FMRシリーズ・FM TOWNS（富士通）、2020・B16/B32（日立）、X68000（シャープ）などのパソコンで主に採用していた、2HDフロッピーディスクのフォーマット方式である。
ただし、PC/AT互換機にとっての3モードとPC-9800シリーズにとっての3モードは歴史的意味と2DDモードでの回転速度が違う。PC/AT互換機にとっての3モードは、720KBの2DDと1.44MBの2HDを毎分300回転（以下、300rpmと表記）で回転させ読み書き出来る2モードのドライブを拡張し、360rpmで回転させる1.23MBの2HDも読み書き出来るように設計を施したものである。それに対して、PC-9800シリーズにとっての3モードとは、720KBの2DDと1.23MBの2HDを360rpmで回転させ読み書き出来る2モード（5.25インチと同様の動作）のドライブを拡張し、300rpmで回転させる1.44MBの2HDも読み書き出来るように設計を施したものである。そのため、両者は1.44MB（300rpm）と1.23MB（360rpm）の2HDはそれぞれ回転速度が同じであるが、2DDモードでの回転速度が異なるのである。

## 3モードアクセスを成り立たせる3階層
3モードアクセスは大きく分けて以下の三階層によって成り立つ。
- 上位層 - FDに3モードアクセスを行うアプリケーション（Windowsのエクスプローラ、ディスクコンバートソフト等）
- 中位層 - 3モード動作をサポートしたデバイスドライバ（国産メーカー製PC付属ドライバ等）
- 下位層（ハードウェア）- 3モード動作可能なフロッピーディスクコントローラおよびフロッピーディスクドライブ。
  - フロッピーディスクコントローラは、フロッピーディスクドライブがパソコンに内蔵されている場合はメインボードに搭載されている場合が多い。USB接続のフロッピーディスクドライブではドライブに内蔵されている。

上位層は下位層の状態に依存する。ドライブ装置、デバイスドライバが3モード対応であっても、アプリケーションが完全に対応していない場合がある。
Windows 2000のエクスプローラは、3モード対応のドライブがあって、かつ、3モード対応のドライバがインストールされていれば、PC-98の1.23MBのディスクを読み書きフォーマット全て出来る。しかしながら、Windows XPのエクスプローラは、3モード対応のドライブがあり、3モード対応のドライバがインストールされていても、PC-98の1.23MBのディスクに対しては読み書きは行えるものの、フォーマットが出来ない。

## Windowsと3モード
ここではWindowsにおけるフロッピーディスクドライブの3モード動作について述べる。
- Windows XPの標準ドライバでエクスプローラからアクセスした場合
  1. 2DD形式(640KB) - アクセス不能。
  2. 2DD形式(720KB) - 右側の穴がふさがれたディスクのみ、読み書き可能。フォーマット不能。
  3. 2HC形式(1.21MB) - アクセス不能。
  4. 2HD形式(1.23MB) - アクセス不能。
  5. 2HD形式(1.44MB) - 読み書きフォーマット可能。
  6. 2HD形式(IBM形式) - アクセス不能。

  - ただし、MPF82E(中身はSONY MPF820U)やFD-05PUB(中身はTEAC FD-005U)を使うと、2HC形式(1.21MB)や2HD形式(1.23MB)でフォーマットされているメディアでも読み書きできるようである。特に、FD-05PUBは3モード対応であることをメーカーが明記している。
  - なおWindows XPでの2DD(720KB)のフォーマットは、GUIではサポートされていないが、コマンドラインからのformatコマンドでは可能（コマンド例は「format A: /FS:FAT /T:80 /N:9」）。
- PCメーカー製3モードドライバにて、エクスプローラからアクセスした場合
  - FD装置が3モード対応である場合のみ

  1. 2DD形式(640KB) - アクセス不能。
  2. 2DD形式(720KB) - 右側の穴がふさがれたディスクのみで読み書き可能。フォーマット不能。
  3. 2HC形式(1.21MB) - 読み書き可能。フォーマット不能。
  4. 2HD形式(1.23MB) - 読み書き可能。フォーマット不能。
  5. 2HD形式(1.44MB) - 読み書きフォーマット可能。
  6. 2HD形式(IBM形式) - アクセス不能。
- PCメーカー製3モードドライバにフィルタドライバを被せて、アプリケーションソフト独自のディスクアクセス機能を利用した場合
  - FD装置が3モード対応でFMアクセス可能である場合のみ

  1. 2DD形式(640KB) - 読み書きフォーマット可能。
  2. 2DD形式(720KB) - 読み書きフォーマット可能。
  3. 2HC形式(1.21MB) - 読み書きフォーマット可能。
  4. 2HD形式(1.23MB) - 読み書きフォーマット可能。
  5. 2HD形式(1.44MB) - 読み書きフォーマット可能。
  6. 2HD形式(IBM形式) - 読み書きフォーマット可能。
- Windows 2000でPCメーカー製3モードドライバを用いて、エクスプローラからアクセスした場合
  - FD装置が3モード対応である場合のみ

  1. 2DD形式(640KB) - アクセス不能。
  2. 2DD形式(720KB) - 読み書きフォーマット可能。
  3. 2HC形式(1.21MB) - 読み書きフォーマット可能。
  4. 2HD形式(1.23MB) - 読み書きフォーマット可能。
  5. 2HD形式(1.44MB) - 読み書きフォーマット可能。
  6. 2HD形式(IBM形式) - アクセス不能。

## PCメーカーの対応
日本IBMが日本市場向けに展開していたPS/55は、もともとPS/2と同様に720KBと1.44MBのフォーマットのみをサポートしていたが、1990年に発売されたPS/55Z モデル5530 (5530-S4*, SJ*) で1.23MBフォーマットの読み書きに対応した。
NECのPC-9800シリーズでは720KBと1.2MBのフォーマットのみをサポートしていたが、1993年1月に発売されたモデルより1.44MBフォーマットに対応した。
その他、デル、ヒューレット・パッカード等の世界的に展開しているメーカーにおいても、日本で独自に使われていた1.23MBフォーマットを読めるように3モードFDDと3モードFDDドライバを提供していたが、2000年代中期に入るとFDDそのものがレガシーデバイスとなり、使われなくなっていった。